# لئوپولد گروندوالد
لئوپولد گروندوالد (آلمانی: Leopold Grundwald; ۲۸ اکتبر ۱۸۹۱ – آوریل ۱۹۶۹ (۷۷ ساله)) بازیکن فوتبال اهل اتریش بود.
از باشگاه‌هایی که در آن بازی کرده‌است می‌توان به باشگاه فوتبال راپید وین اشاره کرد.
وی همچنین در تیم ملی فوتبال اتریش بازی کرده‌است.